# Andrew Schacht
Andrew Schacht (* 22. Mai 1973 in Adelaide) ist ein ehemaliger australischer Beachvolleyballspieler.

## Karriere
Schacht spielte seine ersten internationalen Turniere 1996 mit Andrew Burdin. 1997 bildete er ein neues Duo mit Victor Anfilloff, das 1999 bei der Weltmeisterschaft in Marseille Platz 41 belegte. Bei den Berlin Open 2002 trat Schacht erstmals mit Joshua Slack an. Die beiden Australier schafften in den ersten gemeinsamen Jahren diverse Top-Ten-Platzierungen, darunter ein dritter Rang 2003 in Espinho. 2004 erreichten sie beim olympischen Turnier in Athen das Achtelfinale, in dem sie den Deutschen Christoph Dieckmann und Andreas Scheuerpflug unterlagen. Bei der WM 2005 in Berlin gab es ebenfalls eine Niederlage gegen ein deutsches Duo (Polte/Schoen) und das Aus im kontinentalen Duell gegen Pitman/Lochhead. Zwei Jahre später feierten Schacht/Slack ihren größten Erfolg, als sie bei der Weltmeisterschaft in Gstaad mit einem Sieg gegen die Brasilianer Emanuel/Ricardo Dritter wurden. Ihre zweite Olympiateilnahme endete 2008 in Peking im Achtelfinale gegen das niederländische Duo Nummerdor/Schuil.